# Muelleranthus
Genre
Muelleranthus est un genre de plantes à fleurs dicotylédones de la famille des Fabaceae, sous-famille des Faboideae, originaire d'Australie, qui comprend trois espèces acceptées.

## Liste d'espèces
Selon The Plant List (3 novembre 2018) :
- Muelleranthus crenulatus A.T.Lee
- Muelleranthus stipularis (J.M.Black) A.T.Lee
- Muelleranthus trifoliolatus (F.Muell.) A.T.Lee